# Gosens
Gosens (francès Gouzens) és un municipi del departament francès de l'Alta Garona, a la regió d'Occitània.